# Восставший Дракула
«Восставший Дракула» (англ. Rising Dracula) — кинофильм.

## Сюжет
Молодая художница Тереза знакомится с таинственным мужчиной. Вскоре она получает предложение реставрировать картину в старинном монастыре в Восточной Европе. Там она становится причиной борьбы двух вампиров — хорошего и плохого.

## В ролях
- Кристофер Аткинс — Влад
- Стейси Трэвис — Тереза
- Дуг Верт — Алек
- Вессела Карлюковска — Мишель
- Николай Сотиров — Тимоти
- Дэзи Стоянова — Анна

## Съёмочная группа
- Режиссёр: Фрэд Галло
- Продюсер: Роджер Корман
- Сценаристы: Родман Френдер, Даниэла Парселл
- Композитор: Эд Томни
- Оператор-постановщик: Иван Варимезов
- Монтажёр: Глен Гарленд
- Художник-постановщик: Мира Чанг
- Звукорежиссёр диалогов: Рейд Вудбари

## Интересные факты
Роджер Корман выступил продюсером этого фильма, в который раз подтвердив репутацию изготовителя кино-поделок категории «Б».